# 半田剣一
半田 剣一（はんだ けんいち）は、計算機科学者で、博士（工学）。産業技術総合研究所主任研究員。多言語情報処理の研究に従事。1987年にはGNU Emacsを拡張した日本語対応エディタNemacsを公開。多言語エディタMuleのソフトウェアの中心的な開発者。GNU Emacsの開発コアメンバー。1994年　東京大学 博士（工学）　論文の題は「関係指向の概念形成システムの構築 」。

## 経歴
福岡県立修猷館高等学校を経て、1981年、東京大学工学部電気工学科卒業、1983年、同大学院電子工学修士課程修了。
同年、電子技術総合研究所（現・産業技術総合研究所）入所。

## 主な業績
テキストエディタGNU Emacsを改造し、日本語エディタNemacsを開発した。Nemacsはその後多言語エディタMuleとなる。Muleの成果はGNU Emacs 21にマージされて現在のEmacsの多言語機能にも受け継がれている。NemacsとMuleは多くのプログラマに愛用されてきた。半田は日本のオープンソース開発者の中でも、日本のソフトウェア開発に最も貢献した1人と言える。グローバル環境で日常的にPC,タブレット,スマートフォンなどで利用者の母国語を使用する環境が提供されるようになったので産業技術総合研究所における多言語化(英: Multilingualization、略:m17n)の研究プロジェクトは終結している。